# Italia noroccidental
La Italia noroccidental es aquella parte del territorio de Italia que comprende las regiones de Valle de Aosta, Piamonte, Lombardía y Liguria. También se le conoce como Italia Noroeste o Italia del Noroeste.

## Límites
La Italia noroccidental limita al oeste con Francia a través de los Alpes occidentales, al norte con Suiza mediante los Alpes centrales, al este con las regiones del Véneto y Emilia-Romaña que pertenecen a la Italia nororiental, y al sur con el mar Mediterráneo y la región de la Toscana en la Italia central.

## Generalidades
La Italia noroccidental ocupa gran parte del Valle del Po, el río más largo de Italia, y comprende regiones altamente industrializadas y con gran interés turístico.

### Parlamento Europeo
La región de Italia noroccidental corresponde a una circunscripción electoral del Parlamento Europeo, con derecho a 23 escaños, lo que considerando la población de la región corresponde a uno por cada 653 mil habitantes, siendo por ende la región Italiana más favorecida en este aspecto.